# Марія Кірх
Марія Кірх (нім. Maria Margaretha Winkelman Kirch 25 лютого 1670 — 29 грудня 1720) — німецька астроном. Дружина астронома Готфріда Кірха і мати астрономів Кристфріда, Крістіни та Маргарети Кірх.

## Життєпис
Марія Маргарета народилася 1670 року в родині лютеранського священника. У віці 13 років залишилася круглою сиротою, здобула приватну освіту — від батька і шурина Юстінуса Теллера, землевласника і астронома, що жив неподалік у Зоммерфельді. Ймовірно, завдяки цьому вона познайомилася з Готтфрід Кірхом, за якого вийшла заміж 8 травня 1692 року. Готтфрід набув у її особі не тільки дружину й матір своїх шістьох дітей, але й помічницю в астрономічних спостереженнях і розрахунках календаря, в ті часи невіддільних від астрології.
Після декількох років життя в Лейпцигу і Губені Кірхи 1790 року переїхали до Берліна, де Готтфрід отримав засновану посаду astronomo ordinario. Йому доручили обчислення і коригування календарів, і Маргарета була для нього істотною підмогою. Самостійно ведучи астрономічні спостереження, вона відкрила комету C/1702 H1. Протягом 1709—1711 років Марія Маргарета Кірх написала три трактати з астрології. Її роботи з астрономії не видавались, а увійшли в роботи її чоловіка й сина.
Після смерті чоловіка 1710 року Марії не дали можливості зайняти посаду astronomo ordinario. Її прохання надати роботу в Прусській академії наук відхилили, попри визнання її досягнень Готтфрідом Ляйбніцем: вона була жінкою, і тому на цю посаду призначили Йоганна Генріха Гоффманна. У жовтні 1712 року Марія Маргарета переїхала з дітьми в Берлін і почала працювати в обсерваторії барона Бернхардта Фрідріха фон Кросігка. Її роботи за астрономічними спостереженнями увійшли в календарі, опубліковані, зокрема, в Бреслау і Нюрнберзі.
Після смерті Бернхардта Кросігка Марія Маргарета поїхала в Данциг, де прийняла і реорганізувала обсерваторію Яна Гевелія. 1716 року вона не пристала на пропозицію Петра I приїхати із сином у Москву і стати астрономинею.
Марія Маргарета з Кристфрідом приїхала в Берлін, де її сина призначено директором Берлінської обсерваторії після смерті Йоганна Гоффманна. Крім роботи над календарем, Марія Маргарета заробляла на забезпеченні даними астрономічних спостережень інших календарів. Співробітники Академії скаржилися на присутність жінки, і що Марія Маргарета втручається в справи. 1717 року Марію змусили покинути обсерваторію і будиночок на її території.
1720 року Марія Маргарета померла від хвороби, яка перебігала з гарячкою. На її честь названо астероїд 9815 Маріякірч.